# Werner Schmidt-Hieber
Werner Kai Schmidt-Hieber (* 27. November 1944 in Schwäbisch Hall; † 12. Juli 2011 in Waiblingen) war ein deutscher Jurist und Politiker (FDP). Er war von 1994 bis 2006 Oberbürgermeister von Waiblingen.

## Leben
Schmidt-Hieber studierte Jura in Tübingen und Freiburg. Nach der Promotion zum Dr. iur. arbeitete er zunächst als Richter, später als Staatsanwalt und Oberstaatsanwalt bei der Staatsanwaltschaft Stuttgart. Zwischenzeitlich leitete er von 1981 bis 1984 die Deutsche Richterakademie. In seiner Zeit bei der Justiz setzte er sich gegen ein „Zweiklassenstrafrecht“, gegen Ämterpatronage und für eine konsequentere Strafverfolgung bei Haushaltsuntreue ein.
Nach seinem krankheitsbedingten Rücktritt wurde im Februar 2006 Andreas Hesky zu seinem Nachfolger als Oberbürgermeister gewählt.

## Werke
- Werner Schmidt-Hieber: Verständigung im Strafverfahren, C.H.Beck, 1986, ISBN 3-406-31262-4
- Werner Schmidt-Hieber, Rudolf Wassermann (Herausgeber): Justiz und Recht. Festschrift aus Anlaß des 10jährigen Bestehens der Deutschen Richterakademie in Trier. C. F. Müller. Heidelberg, 1983. ISBN 3-8114-3983-9.